# I-Feel-Like-I’m-Fixin’-to-Die
I-Feel-Like-I’m-Fixin’-to-Die ist das zweite Album von Country Joe and the Fish, das 1967 veröffentlicht wurde. Es enthält den berühmtesten Titel der Gruppe, den Vietnamkriegs-Protestsong I-Feel-Like-I’m-Fixin’-to-Die Rag.
Es folgte bereits vier Monate nach dem ersten Album. Insgesamt sind die Stücke, mit Ausnahme des aggressiven Titelsongs, ruhiger, nachdenklicher und balladenhafter, und Country Joes Stimme und seine akustische Gitarre kommen zum Zug. Der I-Feel-Like-I’m-Fixin'-to-Die Rag wurde bereits vorher 1965 als EP veröffentlicht und findet sich auf diesem Album in einer rockigeren, besser produzierten Version. Janis ist Janis Joplin gewidmet, mit der McDonald zuvor kurzzeitig liiert war.

## Rezeption und Kritiken
Zusammen mit dem Debütalbum war es mit Abstand das erfolgreichste Album der Band; es erreichte Platz 67 der Billboard 200. AllMusic bewertete das Album mit 4,5 Sternen von 5. Dennoch wird in der Album-Kritik von Ritchie Unterberger für Allmusic die Ansicht vertreten, dass das Album hinter dem ersten Album zurückstehe. Verwiesen wird dabei auch auf Frank Zappas Album We’re Only in It for the Money. Das Album von Country Joe and the Fish verkörpere wie kein anderes die von Zappa auf die Schippe genommene Psychedelic-Kultur von San Francisco, mit „weinerlichen Moll-Melodien, flüssigen Gitarrenläufen und ernstem, ich-bezogenem Suchen, gerade so, als würden sie sich als Zielscheibe hinstellen, um sich von den Mothers verreißen zu lassen.“
Die Kritik von Inside Rock fällt weit positiver aus: „Die Bandbreite der Songs reicht vom klassischen Rock in dem Stück Rock Coast Blues über die entschieden psychedelischen großen Momente des Albums wie Pat’s Song und Janis bis hin zum verzaubernden Who Am I…“

## Titelliste
1. The Fish Cheer & I-Feel-Like-I’m-Fixin’-to-Die Rag  (McDonald) – 3:43
2. Who Am I  (McDonald) – 4:05
3. Pats Song  (McDonald) – 5:25
4. Rock Coast Blues  (McDonald) – 3:57
5. Magoo  (McDonald) – 4:43
6. Janis  (McDonald) – 2:36
7. Thought Dream  (McDonald) – 6:39
8. Thursday  (Cohen, Hirsh) – 2:19
9. Eastern Jam  (Barthol, Cohen, Hirsh, Melton) – 4:30
10. Colors for Susan  (McDonald) – 5:59

## Besetzung
- Country Joe McDonald (Gesang/Gitarre/Orgel)
- Barry „Fish“ Melton (Gitarre)
- David Bennett Cohen (Orgel/Gitarre)
- Bruce Barthol (Bass)
- Gary „Chicken“ Hirsh (Schlagzeug)